# Jordi Díez i Fernández
Jordi Díez i Fernández   (Valladolid, 5 de març de 1966) és un escultor val·lisoletà.
Va residir els primers anys de la seva infantesa a Barcelona, fins que, quan morí el pare, que era català, la família es traslladà a Madrid. Va estudiar Belles Arts a la Universitat Complutense de Madrid graduant-se summa cum laude en escultura. El 1989 va obrir el seu primer taller a Fresnedillas de la Oliva. L’any 1996 es traslladà a la Barceloneta i el 2021 vivia i treballava Centelles.
La seva obra gira al voltant de l'expressio figurativa, principalment la figura humana, i utilitza materials com pedra, ferro, fusta, terracota i acer. El bust de grans dimensions Celia i l'escultura «transparent» Winged Man són dues mostres de la concepció actual. El 2015 fou artista convidat en l'edició d'Art Revolution Taipei. El 2021, va confeccionar una estàtua de tres metres d'alçada d'acer inoxidable al complex Roland Garros en honor del tenista Rafa Nadal.